# Muzeul Memorial „George Călinescu”
Muzeul Memorial „George Călinescu” este un muzeu în subordinea academiei române din București, amplasat în Str. George Călinescu nr. 53, sector 1. Muzeul se află într-o casă modestă, care se remarcă prin grădina în care sunt presărate sculpturi. În interior sunt conservate obiectele personale, mobilier, manuscrise, fotografii, documente privitoare la viața și activitatea marelui literat George Călinescu. Sunt expuse biblioteca cu cărțile lui Călinescu, mobilă stil: Aubusson, Empire; covoare orientale; obiecte de artă din China; icoane pe sticlă de Nicula și Făgăraș; tablouri de: Ioan Andreescu, Ștefan Luchian, Theodor Pallady, Gheorghe Petrașcu, Iosif Iser, Alexandru Ciucurencu.
Clădirea muzeului este declarată monument istoric, având codul B-II-m-B-18411. 